# Vaszar
Vaszar es un pueblo ubicado en el distrito de Pápa, en el condado de Veszprém, Hungría.

## Superficie
Posee una superficie de 33,69 kilómetros cuadrados.

## Demografía
Hasta 2019 la población era de 1447 habitantes, con una densidad de población de 42,95 habitantes por kilómetro cuadrado.